# Intervalo unidad

En un sistema de coordenadas cartesianas se han representado las curvas de algunas raíces, así como de sus potencias, en el intervalo unitario. La diagonal, de ecuación y = x, es eje de simetría entre cada curva y la curva de su inversa.

En matemáticas, el intervalo unidad o intervalo unitario es el intervalo cerrado [0,1], es decir, el conjunto de todos los números reales que son mayores o iguales que 0 y menores o iguales que 1. A menudo se le denota I. Tiene aplicaciones en análisis de variable real y en el estudio de la teoría de la homotopía en el campo de la topología.
A veces se denota en la literatura por "intervalo unidad" cualquiera de las demás formas que puede tomar un intervalo comprendido entre 0 y 1: (0,1], [0,1) y (0,1). Sin embargo, la notación I se suele reservar al intervalo cerrado [0,1].

## Propiedades
El intervalo unidad es un espacio métrico completo, homeomorfo a la recta real extendida. Como espacio topológico, es compacto, contraíble, conexo por caminos y localmente conexo por caminos. El cubo de Hilbert se obtiene tomando un producto topológico de una cantidad numerable de copias del intervalo unidad.
En análisis matemático, el intervalo unidad es una variedad con borde analítica unidimensional cuya frontera consiste en los dos puntos 0 y 1. Su orientación estándar es la que va de 0 a 1.
El conjunto unidad es un conjunto totalmente ordenado y un retículo completo (cada subconjunto del intervalo unidad tiene supremo e ínfimo).

## Generalizaciones
A veces se emplea el término de "intervalo unidad" para referirse a objetos que desempeñan un papel en diversas ramas de las matemáticas de forma análoga al que desempeña el intervalo [0,1] en la teoría de la homotopía. Por ejemplo, en la teoría de los grafos orientados, el (análogo del) intervalo unidad es el grafo cuyo conjunto de vértices es {0,1} y que contiene una única arista a cuyo origen es 0 y cuyo destino es 1. Se puede entonces definir una noción de homotopía entre los homomorfismos de grafos orientados análoga a la existente entre las funciones continuas.